# Hälleberga distrikt
Hälleberga distrikt är ett distrikt i Nybro kommun och Kalmar län. 
Distriktet ligger nordväst om Nybro. 

## Tidigare administrativ tillhörighet
Distriktet inrättades 2016 och utgörs av en del av området som Nybro stad omfattade till 1971, delen som före 1969 utgjorde Hälleberga socken.
Området motsvarar den omfattning Hälleberga församling hade 1999/2000.